# Loučka (ort i Tjeckien, Zlín, lat 49,44, long 17,83)
Loučka är en ort i Tjeckien.   Den ligger i regionen Zlín, i den östra delen av landet, 260 km öster om huvudstaden Prag. Loučka ligger 404 meter över havet och antalet invånare är 742.
Terrängen runt Loučka är kuperad åt sydost, men åt nordväst är den platt. Terrängen runt Loučka sluttar norrut. Runt Loučka är det ganska tätbefolkat, med 75 invånare per kvadratkilometer. Närmaste större samhälle är Vsetín, 16,2 km sydost om Loučka. I omgivningarna runt Loučka växer i huvudsak blandskog.